# Marina Georgieva (football)
Pour les articles homonymes, voir Georgieva et Marina Georgieva.
Marina Georgieva, née le 13 avril 1997 à Melk en Autriche, est une footballeuse internationale autrichienne jouant au poste de défenseure à la Fiorentina.

## Biographie

### En club
Marina Georgieva commence le football à l'âge de 7 ans avec le FK Hainburg pendant six ans, puis elle joue deux ans à l'ASK Bruck/Leitha avant de rejoindre le haut niveau en signant en 2012 à l'ASV Spratzern, club de première division autrichienne, devenu FSK Sankt Pölten l'année suivante.
Elle y gagne trois coupes d'Autriche de 2014 à 2016 et deux titres en championnat, ceux de 2015 et 2016. Elle est encore au club lorsqu'il fusionne en 2016 avec le SKN Sankt Pölten, mais elle part en janvier 2017 en Allemagne pour s'engager au 1. FFC Turbine Potsdam. Elle n'y joue que huit minutes en coupe d'Allemagne, mais s'illustre avec l'équipe réserve.
Marina Georgieva joue ensuite quatre ans au SC Sand à partir de la saison 2018-2019, puis elle signe au Paris Saint-Germain à l'été 2022.
Lors du mercato d'été 2023, elle signe à la Fiorentina et atteint la finale de la coupe d'Italie lors de sa première saison.

### En sélection
Marina Georgieva est dans un premier temps sélectionnée avec les moins de 17 ans de l'équipe d'Autriche de 2013 à 2014, puis avec les moins de 19 ans autrichiennes de 2014 à 2016.
Elle est appelée dans l'effectif autrichien finissant en demi-finales de l'Euro 2017, mais sans entrer en jeu. En revanche, elle participe à l'Euro 2022, où l'Autriche termine en quarts de finale.

## Palmarès
- ASV Spratzern/FSK Sankt Pölten-Spratzern
  - Vainqueure du championnat d'Autriche en 2015 et 2016
  - Vainqueure de la coupe d'Autriche en 2014, 2015 et 2016